# Reményi Ede (tanár)
Reményi Ede (Chicago, 1861. június 14. – Budapest, 1908. március 5.) bölcseleti doktor, királyi katolikus főgimnáziumi tanár, író.

## Élete
Reményi Antal utazó, ügyvéd, író és Mauksch Johanna fia. Testvére Reményi Ferenc. Chicagóban született, ahol apja mint magyar emigráns tartózkodott. Szüleivel visszatért Magyarországra, és a fővárosban tanult, ahol az egyetemen 1886-ban bölcseletdoktori és tanképesítő oklevelet szerzett klasszika-filológiából. 1886. július 6-án kinevezték a pancsovai állami főgimnáziumhoz helyettes tanárnak, 1888. július 30-án ugyanott rendes tanár lett. 1889. augusztus 27-étől a II. kerületi gimnázium tanára volt, ahol a görög, latin, magyar nyelvet és bölcseletet tanította.
Irodalmilag főleg mint esztéta és tárcaíró működött. Nagyobb értekezései az Egyetemes Philologiai Közlönyben jelentek meg. Fordított a görög lírikusoktól: Anakreóntól, Szapphótól, a görög antológiából. Írt kisebb elbeszéléseket is az Élet című folyóiratba és úti tárcákat a napilapokba.

## Írásai
Cikkei az Egyetemes Philol. Közlönyben (1883-1886. Műfordítások Martialisból, 1885-1886., 1890. Theokritosból, 1885. nyelvjárási különbségek a Theokritos-féle költeményekben, ism. Egyetemes Philologiai Közlöny, 1886. és R. válasza, Walther von der Vogelweide sírvese, műfordítás 1890. Szent Ágoston dicséneke a mennyországról, 1891-92. könyvism., 1893. Ó-skót ballada töredék, 1894. Kiváló angol anekreonisták. 1895. Leirások Milton eposzaiban, Antik és modern szerelmi költészet, Nausikaa és Desdemona, Achilleus és Patroklos, Anyai jellemek Homeros eposzaiban, 1897. Homeros leíró művészete, 1898. Anaekreon mint typusalak, Milton Krisztusa és sátánja, 1899. Milton l' Allegoriája és il Penserosója, 1900. Homeros költői leírása, Meleagros tavaszi dala, 1901. Műtárgyak költői leírásai, 1905. Az antik szobrászat tárgyköre, 1906. Hasonlatok Milton eposzaiban); a Budapesti Szemlében (XLIV. 1885. Adalék a görög költészet pessimismusához, 1897. Anakreon szerelmei); a pancsovai áll. főgymnasium Értesítőjében (1888. A magyar nyelv tanítása a pancsovai főgymnasium I. osztályában, ism. Egyetemes Philol. Közlöny 1889); az Életben (1891. Sappho dalai mutatványokkal, Adonis siratása Bionból és könyvism., 1893. Interview az Olympusban és az alvilágban, szatira, Az elégedetlen patak, allegoria); a Magyarországban (1894. 157. sz. Argirus királyfi históriája); a Magyar Paedagogiában (1898. Homeros természetszemléletének középiskolai tanítása); írt kisebb elbeszéléseket az Életbe (1892) s úti tárcákat és cikkeket a Pesti Naplóba, Egyetértésbe és Magyarországba (1890-95).

## Munkája
- A görög epigramma s a görög anthologia eredete. Budapest, Révai testvérek, 1887. (Ism. Egyet. Philol. Közlöny 1887, Nemzet 208. sz.)